# Aulacaspis heneratgoda
Aulacaspis heneratgoda är en insektsart som först beskrevs av Green 1922.  Aulacaspis heneratgoda ingår i släktet Aulacaspis och familjen pansarsköldlöss.
Artens utbredningsområde är Sri Lanka. Inga underarter finns listade i Catalogue of Life.